# Большой Перелаз (Кумёнский район)
 Большой Перелаз  — деревня в Кумёнском районе Кировской области, административный центр Большеперелазского сельского поселения.

## География
Расположена на расстоянии примерно 6 км на восток-юго-восток от районного центра поселка Кумёны.

## История
Известна с 1678 года как починок Большой Перелаз с 4 дворами (вотчина Хлыновского Успенского Трифанова монастыря), в 1764 деревня с тем же названием и населением 125 жителей. В 1873 году в деревне дворов 32 и жителей 216, в 1905 43 и 242, в 1926 39 и 217, в 1950 43 и 136, в 1989 347 жителей. В советское время работали колхозы "Луч солнца" и "Знамя Ленина.

## Население
Постоянное население составляло 452 человека (русские 93%) в 2002 году, 442 в 2010.